# Chris Hilton
Chris Hilton (* 4. Oktober 1967 in Landsberg am Lech) ist ein ehemaliger deutscher Pornodarsteller und Produzent von Pornofilmen.

## Leben
Basierend auf einer elektrotechnischen Ausbildung arbeitete Chris Hilton in der Entwicklung von Lasergeräten in mehreren US-amerikanischen Technologiefirmen. Zum Porno kam er laut eigener Aussage bei einem Swingerclub-Besuch, wo er von einem Produzenten angesprochen wurde. Von 2007 bis 2009 spielte er bei den von Magmafilm produzierten Hochglanzformaten unter Nils Molitor stets eine Hauptrolle. Im Jahr 2009 wurde er erstmals zum besten Darsteller des Venus Award nominiert, wurde jedoch nur Zweiter. Im Frühjahr 2010 arbeitete er mit der zu diesem Zeitpunkt noch unbekannten Julia Brückner zusammen, die ihr Filmdebüt in dem Pornofilm Das Sennenlutschi gab. Direkt nach dem Drehschluss der Szene kontaktierte er Magmafilm und Julia Brückner wurde vom Label als Mia Magma zur Exklusivdarstellerin verpflichtet.
Er gewann 2013 den Venus Award als bester nationaler Pornodarsteller. 2014 wurde er für den Erotic Lounge Award nominiert. Im Sommer 2013 entdeckte er im Sommerurlaub Julia Pink als Darstellerin. Im Jahre 2014 gewann er den zweiten Venus Award, diesmal als bestes Nachwuchslabel. Chris Hilton arbeitete beispielsweise mit Vivian Schmitt, Jana Bach, Tyra Misoux, Leonie Saint oder Wanita Tan. 
Chris Hilton arbeitete mit Regisseuren wie Harry S. Morgan für Videorama, Tom Herold für Private Media Group, Andrej Bass, Hubertus Leischner und Nils Molitor für Magmafilm zusammen. Ebenso drehte er für RTL II diverse Formate, u. a. Chris Hilton als Livecoach.
Chris Hilton betreibt einen YouTube-Kanal zum Thema Ernährung mit dem Namen Chris Hilton potente Gesundheitsküche.
Zur Leipziger Buchmesse 2015 stellte er sein im Eigenverlag erschienenes Buch Der Hamster hat Schluckauf vor, in dem er seinen Lebensweg beschreibt.

## Auszeichnungen
- 2013: Venus Award – „Bester Darsteller National“
- 2014: Venus Award – „Beste Nachwuchsproduktion“

## Werke
- Chris Hilton: Der Hamster hat Schluckauf. Tacheles Verlag, Landsberg am Lech 2015, ISBN 978-3-9817270-0-5.